# Кърджалиево
Кърджалиево, Кърджа̀лево или Кърджалар (на гръцки: Άδενδρο, Адендро, катаревуса Άδενδρον, Адендрон, до 1927 година Κιρτζιλάρ, Кирдзалар) е село в Гърция, дем Илиджиево (Халкидона), област Централна Македония с 2073 жители (2011).

## География
Селото е разположено в Солунското поле, на 35 километра западно от Солун.

## История

### В Османската империя
В XIX век Кърджалиево е турски чифлик в Солунска каза на Османската империя, произлизащ от вакъфа на Евренос бей. В чифлика се отглеждат ечемик, пшеница, царевица, боб и нахут, както и овце, крави, биволи и коне. Селяните ловят и риба и птици в Долното езеро и Вардар. Районът на селището е бил напълно гол, като изключим дърветата около гарата, функционираща от 1892 година и храсталака Кури. Районът страда от малария и лошите условия в чифлика карат в края на XIX век много семейства да се преместят в Коняри (Анатолико) и Кулакия (Халастра).
Според статистиката на Васил Кънчов („Македония. Етнография и статистика“) от 1900 година Кърджалиево (Кърджаларъ) брои 250 жители българи и 35 цигани. Според Христо Силянов след Илинденското въстание в 1904 година цялото село минава под върховенството на Българската екзархия. По данни на секретаря на екзархията Димитър Мишев („La Macédoine et sa Population Chrétienne“) в 1905 година в Кърджалево (Kirdjalevo) има 320 жители българи екзархисти. Според гръцки източници селото е върнато към Цариградската патриаршия от гръцките чети на капитаните Гоно Йотов и Константинос Буковалас. В края на XIX век в селото се заселват малко власи.
При преброяването от 1905 година според гръцки източници Кърджалиево има 215 гръцки жители.
Според доклад на Димитриос Сарос от 1906 година Кирдзилар (Κιρτζιλάρ) е славяногласно село в Кулакийската епископия със 165 жители (90 мъже и 75 жени) с гръцко съзнание. В селото работи гръцко начално смесено училище и детска градина с 30 ученици (20 мъже и 10 жени) и 1 учител.

### В Гърция
След Междусъюзническата война в 1913 година селото попада в Гърция. Боривое Милоевич пише в 1921 година („Южна Македония“), че Кърджалево (Крџалево) има 32 къщи славяни християни и 3 къщи цигани мохамедани. Част от българското му население се изселва и на негово място са настанени гърци бежанци от Мала Азия и Тракия. В 1928 година Кърджалиево е представено като смесено местно-бежанско село със 143 бежански семейства и 562 жители бежанци. През Втората световна война селото е търговски център заради гарата си.
На 9 септември 2007 година е открита новата гара на Кърджалиево, разположена северно от жилищната зона.
В 2001 година селото има 2283 жители, а в 2011 година - 2073.

## Личности
Родени в Кърджалиево
- Никифор Психлудис (р. 1958), гръцки духовник